# 목마름

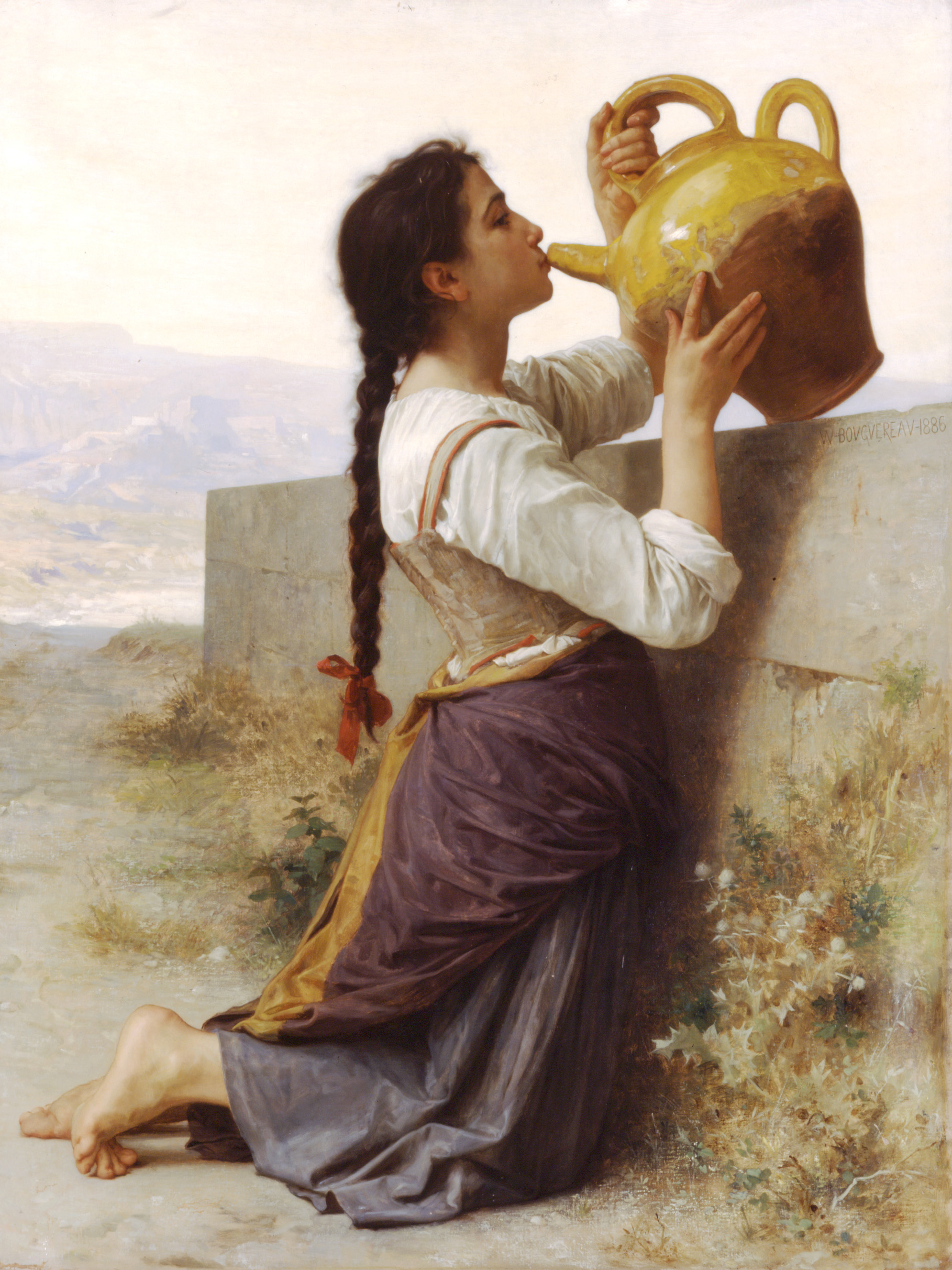
갈증을 표현한 윌리엄 아돌프 부그로의 작품 (1886년)

목마름 또는 갈증(渴症)은 인간이나 짐승이 마시고 싶어하는 기본적인 욕망이다. 소금과 같은 물질의 집중도가 높아지거나 수분이 부족할 때 이러한 느낌이 든다. 몸 속의 수분결핍 현상이 발생하면 뇌가 목마름의 신호를 보낸다. 목마름 현상의 경우, 통상적으로 버틸 수 있는 한도는 최장 18일까지는 가능하다고 나와 있지만 일반적으로는 보통 최대 5일 안으로 갈사할 수도 있다. 일반적으로 땀을 많이 흘리는 사람들의 경우 목마름이 심한 상태로 보기 때문에 하루만에 바로 갈사하게 된다.

## 수분 결핍

### 노폐물 배설
물질대사과정에서는 독성 산물들이 많이 양산되는데 이 노폐물들을 배설하지 않으면 동물의 세포는 손상을 입는다. 단백질 대사과정에서는 질소노폐물인 암모니아가 생성되는데 암모니아는 독성이 매우 강하기 때문에 간에서 독성이 약한 요산이나 요소로 변환한 후 체내에 저장하거나 배설한다. 사람을 포함한 포유류는 암모니아를 요소로 변환하여 신장에서 거른 후 방광에 보관하였다가 주기적으로 배설한다. 방광이 없는 조류는 요산으로 변환한 후 수시로 배설한다.
요소는 암모니아 보다 독성이 약하기는 하나 저장과 배설을 위해서는 역시 많은 물이 필요하다. 물로 농도를 희석하여 독성을 약하게 만들어 주어야만 저장과 배설이 가능하기 때문이다. 소변과 땀 등을 통한 노폐물 배설은 수분과 용질의 균형을 이루는 의미가 있기 때문에 신체의 항상성 유지라는 측면에서 아주 중요하다.

### 갈증 현상
물은 생체의 가장 많은 부분을 차지하고 있는 중요 구성성분으로 생체중량의 약 60~70% 정도는 수분 형태로 이루어져 있다. 또한 신체기관과 조직들이 적절한 기능을 발휘하기 위해서는 적당한 양의 수분과 염분이 필요하다. 개인차는 있지만 평균적으로 땀, 오줌, 똥 등으로 하루에 약 1.3∼2.5L의 수분손실이 발생한다. 약 0.7리터는 폐와 피부에서 나오고, 1.5리터는 소변으로, 0.2리터는 대변, 그리고 약 0.1리터는 땀으로 배출된다. 일반적으로 운동 중 땀은 시간당 0.75~1리터 정도 소비된다.
이밖에도 수분섭취 부족, 발열, 설사, 구토, 출혈, 감염병, 당뇨, 육체적 활동, 이뇨제 복용 등이 수분손실의 주요 원인이다. 만약 1~2% 정도의 수분 손실이 발생하거나 짠 음식을 다량 섭취하게 되면 갈증을 느끼게 되고, 수분과 염분의 양을 파악하여 일정하게 유지하는 역할을 하는 시상하부의 삼투압 수용기가 반응하게 된다. 이로 인해 뇌하수체 후엽에서 항이뇨 호르몬이 분비되면서 수분의 재흡수를 촉진한다.

### 탈수 현상
수분손실이 약 3% 이상이 발생하면 탈수 증상을 보이며 혼수상태에 빠질 수 있다. 탈수의 주요 증상은 요량 감소, 피부, 점막의 건조, 불안 상태에서 의식 저하, 중증이면 혈압 저하, 혼수, 충격 상태가 된다. 노년층에서는 갈증 중추가 젊은이들만큼 잘 작동하지 않을 수 있으므로, 탈수가 흔히 나타난다. 또한 때로는 뇌에서 갈증과 허기를 혼동하는 경우도 있으니 주의가 요구된다. 약 10% 이상의 수분손실이 발생하면 생명유지가 어렵게 된다. 이렇듯 체내 수분은 항상 일정수준 정도로 유지되어야만 한다.

## 갈증 해소

### 수분 보충
만약 노폐물 배설이나 기타 여러 가지 이유로 수분손실이 발생하였다면 그에 상응하는 일정정도를 외부에서 섭취, 보충하여서 체내 수분 함량을 거의 일정하게 유지해주어야 한다. 하루에 필요한 수분 섭취량은 건강 수준, 활동량, 나이, 사는 지역에 따라서 달라질 수 있다. 일반적으로 체중 (kg) x 30 (mL)의 수분 섭취가 권장된다. 결론적으로 건강한 성인이라면 하루에 1.5~2L 정도를 섭취하면 충분하다. 커피, 차 등을 마시는 경우가 있는데, 카페인이 든 음료는 이뇨 작용이 있어 오히려 탈수를 일으킬 수 있으므로 주의가 필요하다.

### 음료 섭취법
갈증해소를 위한 음료 섭취는 한꺼번에 많이 마시기보다는 조금씩 나누어 마시는 것이 효과적이다. 목이 마르다고 한꺼번에 많은 양(600㎖ 이상)을 마시면 위장 장애가 올 수 있다. 위에서 흡수되는 양이 너무 많아 소화도 잘 안되고 호흡이 힘들거나 메스꺼움을 느낄 수도 있다. 또한 너무 많은 물을 마시면 지나치게 많은 땀을 흘리게 된다. 땀으로 염분이 빠져나오면서 염분 부족으로 인한 탈수 현상도 일어날 수도 있다.
세계보건기구(WTO)가 정한 일일 소금 섭취 권장량은 5g이지만 한국인들은 하루 권장량의 2배가 넘는 12.5g을 섭취하는 것으로 알려져 있다. 또한 국민음료의 반열에 오른 커피를 많이 마신다. 커피에 다량 함유된 카페인은 이뇨작용을 촉진한다. 이런 두 가지 이유로 볼 때 한국인들의 수분결핍 현상은 만성적이라 갈증중추의 민감도가 떨어진다 할 수 있다. 따라서 갈증을 자각하기 전에 습관적으로 자주 소량의 물을 섭취할 필요가 있다. 그러나 몇몇 질환을 동반한 환자의 경우엔 오히려 물 섭취를 제한해야 한다.

### 운동과 수분보충
운동하기 30분~1시간 전에 300cc정도 마시고, 운동 중에는 15~20분마다 150~200cc 정도씩 물을 규칙적으로 마시는 것이 좋다. 운동 중에 과도한 수분섭취는 혈액 속의 염분 농도를 평소보다 더욱 낮게 만들어 독이 될 수 있다. 혈액의 염분 농도가 낮아지면 체내 전해질 농도가 달라지고, 농도가 같아질 때까지 삼투압 현상이 지속된다. 이때 나타나는 증상은 두통, 호흡곤란, 현기증, 구토, 근육경련 등이 있으며, 정도가 심해지면 혼수상태 또는 사망으로 이어질 수 있다.
1시간 이상의 장시간 고강도 운동의 경우 이온음료는 수분 공급뿐만 아니라 전해질과 당질을 보충하여 운동 중 에너지를 공급할 수 있다는 장점이 있다. 하지만 장시간의 운동이 아닌 경우 특히 운동의 목적이 체중감량이라면 이러한 스포츠 음료는 가능한 삼가해야 한다. 물은 칼로리가 전혀 없는 데 반해 스포츠 음료는 최소 50kcal 정도의 열량을 갖고 있기 때문이다.

## 한의학적 분석
구갈(口渴)이라고도 부르며 입과 목이 마르면서 물이 많이 당기는 증상이 생긴다. 폐위(肺胃)에 사열(邪熱)이 있거나 음정(陰精)이 부족하고 진액이 모자라거나 혈허(血虛), 비허(脾虛), 신허(腎虛) 등으로 생긴다. 폐위에 사열이 있을 때는 폐위열(肺胃熱)을 제거하는 방법으로 인삼백호탕(人參白虎湯)이나 인삼석고탕(人參石膏湯)을 쓰고, 비신(脾腎)이 허약해서 생길 때는 비신을 강화하는 방법으로 귀비탕(歸脾湯)이나 육미환(六味丸)을 쓴다.

## 다른 의미
보통은 목이 마른 것을 뜻하지만, 어떠한 것을 간절히 바랄 때에도 이 표현을 사용할 수 있다. 이를테면, "사랑에 목마르다"는 자신을 사랑해 줄 사람을 간절히 바란다는 뜻이 될 수 있다.

## 사회적 문제
목마름 현상은 사막 지역이 밀집한 아프리카나 몽골, 중화인민공화국의 내몽골 지역을 중심으로 하여 생태계의 서식 환경이 매우 열악한 지역에는 물의 보급량이 매우 부족하는 등 목마름은 배고픔과 함께 양대 사회 문제로 떠안게 하는 결과를 초래한다.

## 같이 보기
- 탈수
- 배고픔